# Santa Cruz de La Palma
Santa Cruz de La Palma – gmina w Hiszpanii, w prowincji Santa Cruz de Tenerife, we wspólnocie autonomicznej Wysp Kanaryjskich, o powierzchni 43,38 km². W 2011 roku gmina liczyła 16 705 mieszkańców.